# Witkowice (powiat chodzieski)
Witkowice – osada w Polsce, w województwie wielkopolskim, w powiecie chodzieskim, w gminie Margonin.
Do 2023 miejscowość była częścią wsi Zbyszewice.
W latach 1975–1998 miejscowość należała administracyjnie do województwa pilskiego.